# Комплектний розподільний пристрій високої напруги
Комплектні розподільні пристрої високої напруги (КРП), (рос. комплектные распределительные устройства высокого напряжения, англ. factory-assembled high-voltage switch-gears, нім. komplette Hochspannungsverteilungsanlagen f pl) – призначені для прийому і розподілу електричної енергії, а також для керування електроприймачами та захисту електричних мереж від аварійних режимів. Найбільше розповсюдження в шахтах набули КРП типу КРПВ-6 та ПК-6 (вибухобезпечні), РВД-6 (підвищеної надійності проти вибуху) та КРУРН-6 (рудникове нормальне виконання). Всі КРП випускаються в такому виконанні: ввідні, секційні і відхідні приєднання з ввідними та вивідними кабельними вводами або у виконанні для групового з’єднання. При груповому з’єднанні КРП комплектуються розподільні дільничні пункти або центральні підземні підстанції.
З допомогою КРП у шахтах здійснюється: оперативне місцеве або дистанційне керування електроприймачами; автоматичне вимкнення і закорочення ділянки мережі при короткому замиканні, замиканні фази на землю або зниженні напруги до рівня 0,6 номінального значення; захист від вмикання на силову мережу, яка має опір ізоляції менше встановленого значення; захист від перевантаження асинхронних електродвигунів та від затяжних пусків неприпустимої тривалості; автоматичне повторне вмикання при знятті напруги на одному з вводів; вимірювання струму та напруги, а також сигналізація про стан захисту на контролю. КРП випускаються з повітряними електромагнітними і вакуумними вимикачами. 
Заводи-виробники в Україні – Костянтинівський завод високовольтної апаратури і “Кривбаселектроремонт”.